# Dennis Pausch
Dennis Pausch (* 7. April 1976 in Wetzlar) ist ein deutscher Klassischer Philologe.

## Leben
Nach einem Studium der Klassischen Philologie und Geschichte an der Justus-Liebig-Universität Gießen legte er das Erste Staatsexamen für das Lehramt an Gymnasien im Mai 2000 (Latein und Geschichte) bzw. im November 2001 (Griechisch) ab. Von 2000 bis 2005 war er wissenschaftlicher Mitarbeiter im Gießener Sonderforschungsbereich Erinnerungskulturen und am Lehrstuhl für Lateinische Philologie (Helmut Krasser). Im Dezember 2003 wurde er mit der Arbeit Biographie und Bildungskultur. Form und Funktion von Personendarstellungen bei Plinius dem Jüngeren, Gellius und Sueton promoviert, die 2004 mit dem Dissertationspreis der Justus-Liebig-Universität Gießen ausgezeichnet wurde.
Von 2006 bis 2012 war er Akademischer Rat auf Zeit am Institut für Altertumswissenschaften der Universität Gießen, unterbrochen von einem Forschungsaufenthalt in Edinburgh als Feodor Lynen-Stipendiat der Alexander-von-Humboldt-Stiftung und der Vertretung einer Lehrprofessur für Klassische Philologie (Latein) an der Universität Regensburg (2011/2012). Seine Habilitationsschrift in Klassischer Philologie Livius und der Leser. Narrative Strukturen in ab urbe condita wurde mit dem Bruno-Snell-Preis ausgezeichnet.
Ab 2012 bekleidete Pausch zwei Jahre lang die Lehrprofessur für Klassische Philologie (Latein) an der Universität Regensburg. Im Oktober 2014 übernahm er den Lehrstuhl für Klassische Philologie (Latein) an der Technischen Universität Dresden, den er bis 2023 innehatte. 2016–2018 war er Studiendekan der Fakultät für Sprach-, Literatur- und Kulturwissenschaften, ab 2020 Mitglied im akademischen Senat der TU Dresden. Mit dem Sommersemester 2023 wechselte Pausch als Nachfolger von Gregor Vogt-Spira an die Philipps-Universität Marburg, wo er seitdem Lehrstuhlinhaber für Latinistik ist. 2024 wurde Pausch zum Ordentlichen Mitglied der Akademie der Wissenschaften und der Literatur, Geistes- und sozialwissenschaftliche Klasse gewählt.
Pausch ist Rédacteur en littérature latine für Latomus und membre adhérent der Société d’Études Latines de Bruxelles. Daneben ist er Mitherausgeber der Zeitschrift Millennium, der zugehörigen Millennium-Studien und der im Mohr Siebeck Verlag verlegten Reihe Emotions in Antiquity.

## Forschung
Zu Pausch' Forschungsschwerpunkten zählen die biographische und autobiographische Literatur, antike Historiographie, Geschichtsdeutung und Erinnerungskultur, Literatur im Kontext der Bildungskultur des 1. und 2. Jh. n. Chr., Literatur der augusteischen Zeit, Invektivität sowie Interdisziplinarität in den Altertumswissenschaften und darüber hinaus.
Pausch war von 2017 bis 2022 Teilprojektleiter im Dresdner Sonderforschungsbereich 1285: „Invektivität. Konstellationen und Dynamiken der Herabsetzung“. Während dieser Zeit veröffentlichte er die populärwissenschaftliche Studie Virtuose Niedertracht.
Seit 2018 besteht zudem eine Kooperation mit dem schottischen Gräzisten Douglas Cairns, einem Anneliese-Maier-Forschungspreisträger des Jahres 2018.

## Schriften (Auswahl)
- Biographie und Bildungskultur. Personendarstellungen bei Plinius dem Jüngeren, Gellius und Sueton (= Millennium-Studien. Studien zu Kultur und Geschichte des ersten Jahrtausends n. Chr. Band 4). Walter de Gruyter, Berlin 2004, ISBN 3-11-018247-5 (= Dissertation Universität Gießen 2003).
- als Herausgeber mit Helmut Krasser und Ivana Petrovic: Triplici invectus triumpho. Der römische Triumph in augusteischer Zeit. Publikation einer interdisziplinären Tagung in Erfurt (17.–18.3.2005) (= Potsdamer Altertumswissenschaftliche Beiträge. Band 25). Franz Steiner, Stuttgart 2008, ISBN 978-3-515-09249-4.
- als Herausgeber: Stimmen der Geschichte. Funktionen von Reden in der antiken Historiographie. Publikation einer internationalen Tagung in Rauischholzhausen (25.–27.9.2008) (= Beiträge zur Altertumskunde. Band 284). De Gruyter, Berlin u. a. 2010, ISBN 978-3-11-022417-7.
- Livius und der Leser. Narrative Strukturen in ab urbe condita (= Zetemata. Band 140). C.H. Beck, München 2011, ISBN 3-406-62188-0 (= Habilitationsschrift Universität Gießen 2010).
- als Herausgeber mit Ulrike Egelhaaf-Gaiser und Meike Rühl: Kultur der Antike. Transdisziplinäres Arbeiten in den Altertumswissenschaften. Verlag Antike, Berlin 2011, ISBN 978-3-938032-41-1.
- als Herausgeber mit Antje Junghanß und Bernhard Kaiser: Zeitmontagen. Formen und Funktionen gezielter Anachronismen. Franz Steiner, Stuttgart 2019, ISBN 978-3-515-12366-2.
- Virtuose Niedertracht: Die Kunst der Beleidigung in der Antike. C.H. Beck, München 2021, ISBN 978-3-406-76623-7.
- Zeitmontagen in Vergils Aeneis. Anachronismen als literarische Technik (= Hypomnemata. Untersuchungen zur Antike und zu ihrem Nachleben. Band 215). Vandenhoeck & Ruprecht, Göttingen 2023, ISBN 978-3-525-31152-3.